# Énergie en Guinée équatoriale
Le secteur de l'énergie en Guinée équatoriale est dominé par le pétrole et le gaz naturel ; le pays est un membre de l'OPEC, et tire la majorité de ses revenus de l'exportation de pétrole.

## Électricité
La capacité de production d'électricité était de 15,4 MW en 2003. En octobre 2012, le barrage de Djibloho fut inauguré, pour une capacité supplémentaire de 120 MW. En 2014, la capacité totale installée était d'environ 200 MW ; la production totale était d'environ 98 GWh.
L'électricité est fournie par la compagnie nationale SEGESA (Sociedad de Electricidad de Guinea Ecuatorial). Cependant, une mauvaise gestion, ainsi que des installations vieillissantes, provoquent des coupures de courant fréquentes ; en conséquence, des petits générateurs à essence ou diesel sont utilisés en générateurs de secours.
En 2003, 20% de la production électrique était hydroélectrique, contre 80 % d'électricité produite à partir d'énergies fossiles. Depuis, l'ajout du barrage de Djibloho a modifié ce mix énergétique ; cependant les données précises sont rares. En 2018, le président de la compagnie nationale estimait que 50 % de l'électricité du pays était fournie par des sources renouvelables. Il y a aussi une centrale à diesel de 24 MW à Bata, ainsi que quelques centrales plus petites. Il y a aussi une centrale de stockage à batteries, la centrale 'Sorocco', d'une capacité de 32,8 MW. De plus, le pays a construit des points d'interconnexion qui permettraient d'exporter de l'électricité vers le Gabon et le Cameroun.
Sur l'île Bioko se trouve une centrale à gaz à Punta Europa (près de Malabo), avec 8 turbines, d'une capacité de 154,2 MW. Il y a aussi quelques centrales hydroélectriques de petite taille ; globalement, la production d'électricité est très supérieure à la demande (même si celle-ci est en croissance), ce qui facilite le développement de la région.

### Hydroélectricité

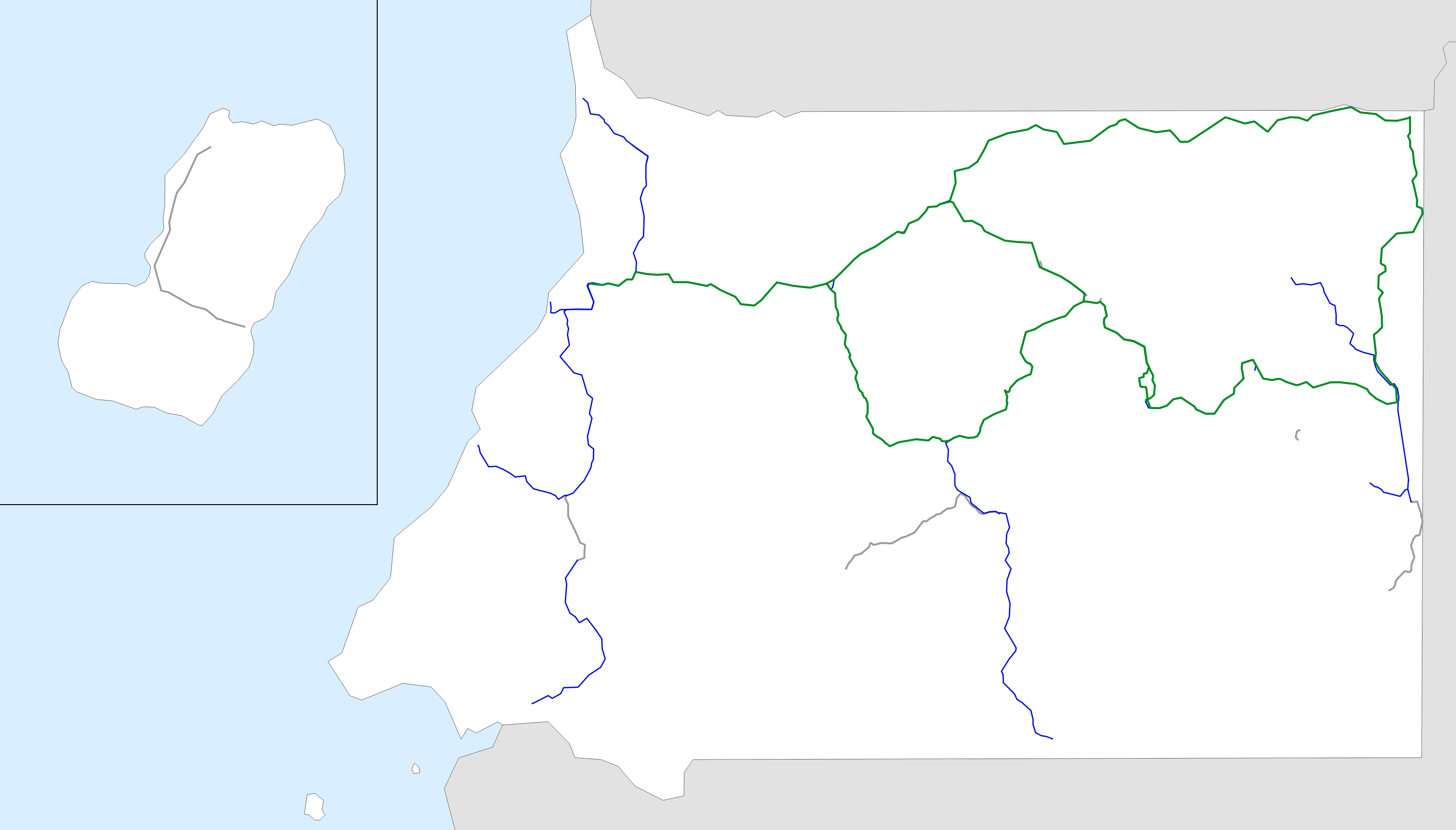
Carte du réseau de lignes à haute tension de la Guinée équatoriale en fonction de la tension (Vert - 220 kV, Bleu - 110 kV, Gris - non classé).

Selon l'International Hydropower Association (IHA), la puissance installée des centrales hydroélectriques de la Guinée équatoriale s'élevait à 126 MW fin 2021, soit 0,3 % du total africain, au 27e rang en Afrique, loin derrière l'Éthiopie (4 074 MW). Le Gabon a 331 MW, le Cameroun 822 MW.
Sur le continent, dans la région Rio Muni, le barrage de Djibloho, construit par Sinohydro de 2008 à 2012 sur rivière Wele, est la plus grande source d'électricité, avec une capacité de 120 MW. Sur le continent aussi la production dépasse la demande ; cependant, pendant la saison sèche la production au barrage de Djibloho est moindre et la distribution par la SEGESA est réduite. C'est pour cela qu'un projet de barrage est en cours pour améliorer le débit allant au barrage ; de nouvelles centrales sont aussi prévues.
Parmi les projets futurs, la centrale hydroélectrique Sendje de 200 MW est en cours de construction depuis 2012 à Weller River, à environ 40 km de Bata, par la société ukrainienne Duglas Alliance. En août 2021, la Banque de développement des États de l'Afrique centrale (BDEAC) accorde une subvention de 137 millions $ pour permettre la poursuite des travaux de construction de la centrale, dont l'achèvement était prévu fin 2021. 
Le pays souhaite développer 400 MW supplémentaires de capacité hydroélectrique, mais aussi construire une centrale à gaz de 100 MW à Kogo.

## Pétrole
Des réserves importantes de pétrole offshore furent découvertes dans le golfe de Guinée en 1995 ; depuis, le pétrole est le premier produit d'exportation de la Guinée équatoriale. Le pétrole représente environ 77 % du PIB du pays en 2016, et 90 % des revenus du gouvernement.
En 2005, les réserves prouvées de pétrole du pays étaient estimées, selon World Oil, à 1,28 million de barils. La production était estimée en 2005 à 420 000 barils par jour, avec 90 % de pétrole brut. La demande domestique était de 2 000 barils par jour, et l'exportation de 369 700 barils par jour. La compagnie nationale de pétrole est GEPetrol, créée en 2001.

## Gaz naturel
En 2005, les réserves prouvées de gaz naturel du pays étaient de 37 milliards de mètres cubes, selon le Oil & Gas Journal. La compagnie nationale de gaz naturel est Sonagas, créée en 2005.
Les réserves de gaz naturel du pays sont au large de l'île Bioko, où se trouve la capitale du pays, Malabo, et surtout dans les champs de gaz naturel de Zafiro et Alba. La consommation domestique de gaz naturel était estimée en 2002 à 1,3 milliard de mètres cubes. Le gaz naturel est exporté comme gaz naturel liquéfié (LNG), produit par EG LNG. En 2016, un projet de terminal pouvant stocker 1,2 million de mètres cubes a été démarré, avec pour but principal l'exportation vers l'Asie. Un projet de navire pouvant liquéfier et stocker le gaz naturel, le premier du genre en Afrique, est en cours.